# Турбин, Дмитрий Иванович
Дмитрий Иванович Турбин (1903—1944) — генерал-лейтенант Рабоче-крестьянской Красной армии, участник советско-финской и Великой Отечественной войн, Герой Советского Союза (1940).

## Биография

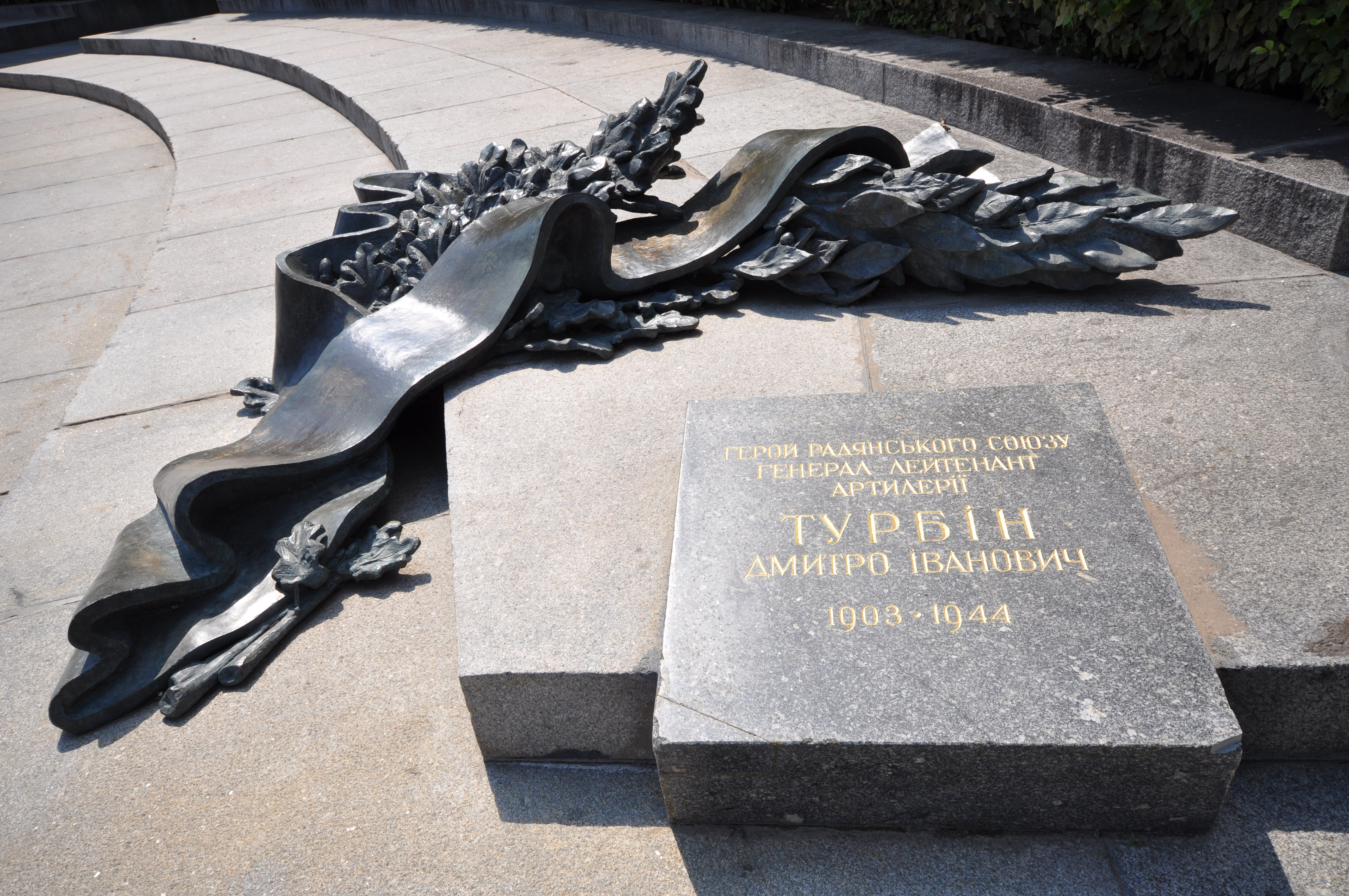
Памятная плита в Киеве

Дмитрий Турбин родился 29 октября 1903 года в городе Сумы. Детство провёл в городе Изюм Харьковской области, в 1920 году окончил пять классов реального училища, после чего работал на оптическом заводе. 
В 1922 году Турбин был призван на службу в Рабоче-крестьянскую Красную армию. Окончил Одесскую артиллерийскую школу, в 1927 году — Военно-техническую академию, в 1937 году — Ленинградскую артиллерийскую академию имени Дзержинского.
Участвовал в советско-финской войне, будучи командиром сначала командиром артиллерийского полка, а затем начальником артиллерии 15-го стрелкового корпуса 13-й армии Северо-Западного фронта. Особо отличился во время наступления в декабре 1939 года на Кексгольмском направлении. 6 декабря артиллеристы Турбина и пехотные части переправились через реку Тайпален-Иоки и начали наступление. Турбин лично корректировал огонь артиллерии, благодаря чему на данном участке были уничтожены почти все финские огневые точки. В дальнейшем артиллеристы Турбина отличились во время прорыва линии Маннергейма: благодаря их умелому огню финны были вынуждены оставить оборонительные укрепления и отступить.
Указом Президиума Верховного Совета СССР от 7 апреля 1940 года за «храбрость и мужество, проявленные в боях с белофиннами, умелое руководство артиллерией стрелкового корпуса во время преодоления „линии Маннергейма“» полковник Дмитрий Турбин был удостоен высокого звания Героя Советского Союза с вручением ордена Ленина и медали «Золотая Звезда» за номером 266.
С июня 1941 года — на фронтах Великой Отечественной войны. Вступил в бой 22 июня в должности командира 3-й противотанковой артиллерийской бригады РГК на Юго-Западном фронте. Под его командованием бригада почти месяц вела упорные оборонительные бои в районе городов Бердичев и Казатин, уничтожив до 300 немецких танков. Командовал артиллерией 21-й армии, затем 6-й гвардейской армии. В конце 1943 года генерал-лейтенант артиллерии Дмитрий Турбин занял должность заместителя командующего артиллерией 1-го Украинского фронта. Систематически выезжал на передовую, несмотря на опасность для своей жизни. В январе 1944 года во время одной из таких поездок он получил тяжёлое ранение и скончался 23 января. Похоронен в Парке Вечной Славы Киева.
Был также награждён орденами Красного Знамени, Суворова 2-й степени, Богдана Хмельницкого 2-й степени, рядом медалей.
В честь Турбина названа школа в Сумах.